# Karl Knauf
Karl Knauf (* 27. März 1909 in Algringen; † 18. Juli 1984 in Iphofen) war ein deutscher Unternehmer. Gemeinsam mit seinem Bruder Alfons Knauf legte er 1932 mit der Gründung einer Gipsgrube den Grundstein für das heute weltweit agierende Unternehmen Knauf Gips.

## Werdegang
Er war der Sohn des Bergmanns Matthias Knauf, der zunächst im lothringischen Algringen, später in Deutsch-Oth, für die Firma Röchling tätig war. 1922 zog die Familie nach Wellen an der Mosel. Bereits während seiner Gymnasialschulzeit war Karl Knauf Besitzer einer Sandgrube mit zwei Angestellten. An der Technischen Hochschule Berlin studierte Karl gemeinsam mit seinem älteren Bruder Alfons Bergbau.
1932 gründeten die Brüder in Schengen eine Gipsgrube. 1933 erwarben die Brüder unweit von Schengen im saarländischen Perl ein in Konkurs geratenes Kalkwerk, das sie zum Gipswerk umbauten und das danach als Gebr. Knauf Rheinische Gipsindustrie firmierte. Das Stammwerk des Unternehmens in Perl wurde beim Westfeldzug zerstört. Karl Knauf wich mit seiner Familie zeitweilig nach Stadtoldendorf aus, wo sich ein weiteres Knauf-Werk befand. Von 1940 an bauten die Brüder das Werk in Perl wieder auf und pachteten noch ein weiteres Werk in Markt Einersheim dazu. Mit Kriegsende wurden die Werke der Brüder jedoch unter Zwangsverwaltung gestellt. Während Alfons zeitweilig in Chile lebte, baute Karl Knauf das Unternehmen ab 1947 neu auf. Erst 1951 erhielt die Saar-Gipswerke GmbH ihre Selbstständigkeit wieder zurück. 1956 kehrte auch Alfons wieder zurück ins Saarland und stieg wieder in das Familienunternehmen ein. Ab 1957 expandierte das Unternehmen. Die Gebrüder Knauf erwarben zahlreiche Unternehmen und erbauten zahlreiche Gipswerke. Die Brüder hatten bis 1969 die Geschäftsführung alleine inne, danach wurden auch Karls ältester Sohn Baldwin und Alfons’ ältester Sohn Nikolaus zu persönlich haftenden Gesellschaftern. 1972 wurden die vorher getrennt agierenden Unternehmen Saar-Gispwerke Siersburg und Gipswerke Iphofen zusammengelegt. Neuer Firmensitz wurde Iphofen. Aufbauend auf die Leistung der Firmengründer entwickelte sich ihr Unternehmen durch internationale Expansionen zur weltweit agierenden Knauf-Gruppe.
In den 1970er Jahren bauten die Brüder Knauf im ehemaligen fürstbischöflichen Rentamt der Stadt das Knauf-Museum Iphofen mit Reliefabgüssen aus allen großen Kulturepochen auf, das 1983 eröffnet wurde.
Karl Knauf wurde unter anderem mit dem Bayerischen Verdienstorden und der Bayerischen Staatsmedaille ausgezeichnet. Die Stadt Iphofen hat ihn zum Ehrenbürger ernannt. In Iphofen trägt außerdem die Mehrzweckhalle Karl-Knauf-Halle seinen Namen.
Er war ab 1938 in zweiter Ehe verheiratet mit Lucia Federau, genannt Lucie. Die Knauf Gruppe ist bis heute im Besitz seiner Nachkommen und der seines Bruders Alfons.